# Colina da Guia (Macau)
A Colina da Guia é a colina mais alta da península de Macau, na Região Administrativa Especial de Macau da China. Com uma altitude de 93 metros, o monte oferece uma vista panorâmica sobre a cidade e o mar. No seu topo situa-se o Farol da Guia, construído em 1865, o primeiro farol moderno na costa da China, bem como a Capela de Nossa Senhora da Guia, que remonta ao século XVII. Toda a área constitui o Conjunto da Guia, classificado como Património Mundial pela UNESCO desde 2005 como parte do "Centro Histórico de Macau". A colina é acessível por trilhos, escadas e pelo Teleférico da Guia, sendo um destino popular para turistas e locais.

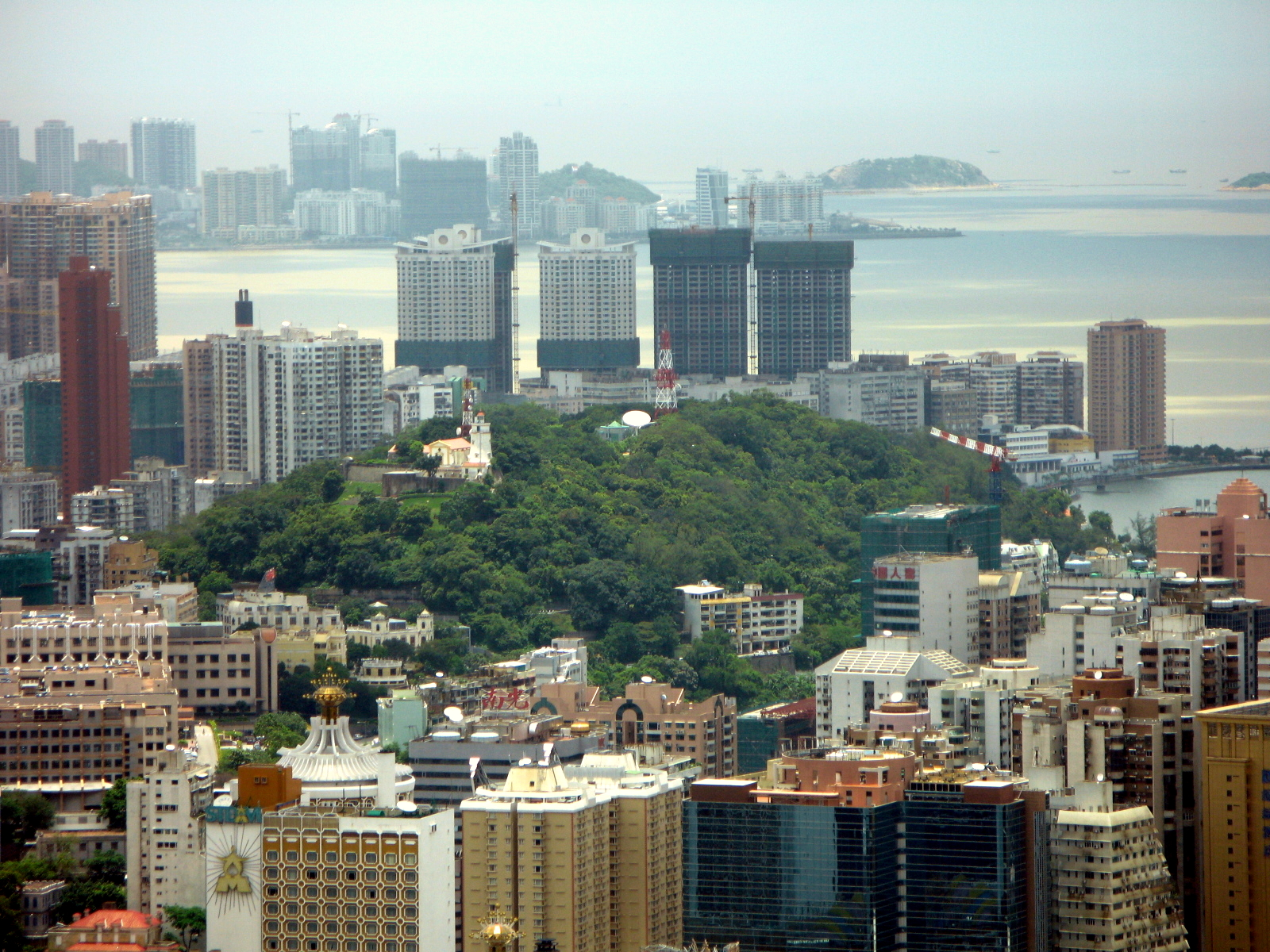
Vista da Colina da Guia

## História
A Colina da Guia possui uma longa história que remonta ao período colonial português. No início do século XVII, a área foi escolhida para a construção de uma fortificação militar — a Fortaleza da Guia — erguida entre 1622 e 1638 para defesa contra ataques navais, incluindo tentativas de invasão estrangeira.
Em 1865, foi construído no cume o Farol da Guia, o primeiro farol moderno da costa chinesa, integrado à fortaleza e à capela — um marco importante na navegação marítima regional. Posteriormente, o local foi incluído no Centro Histórico de Macau, classificado como Património Mundial pela UNESCO em 2005.

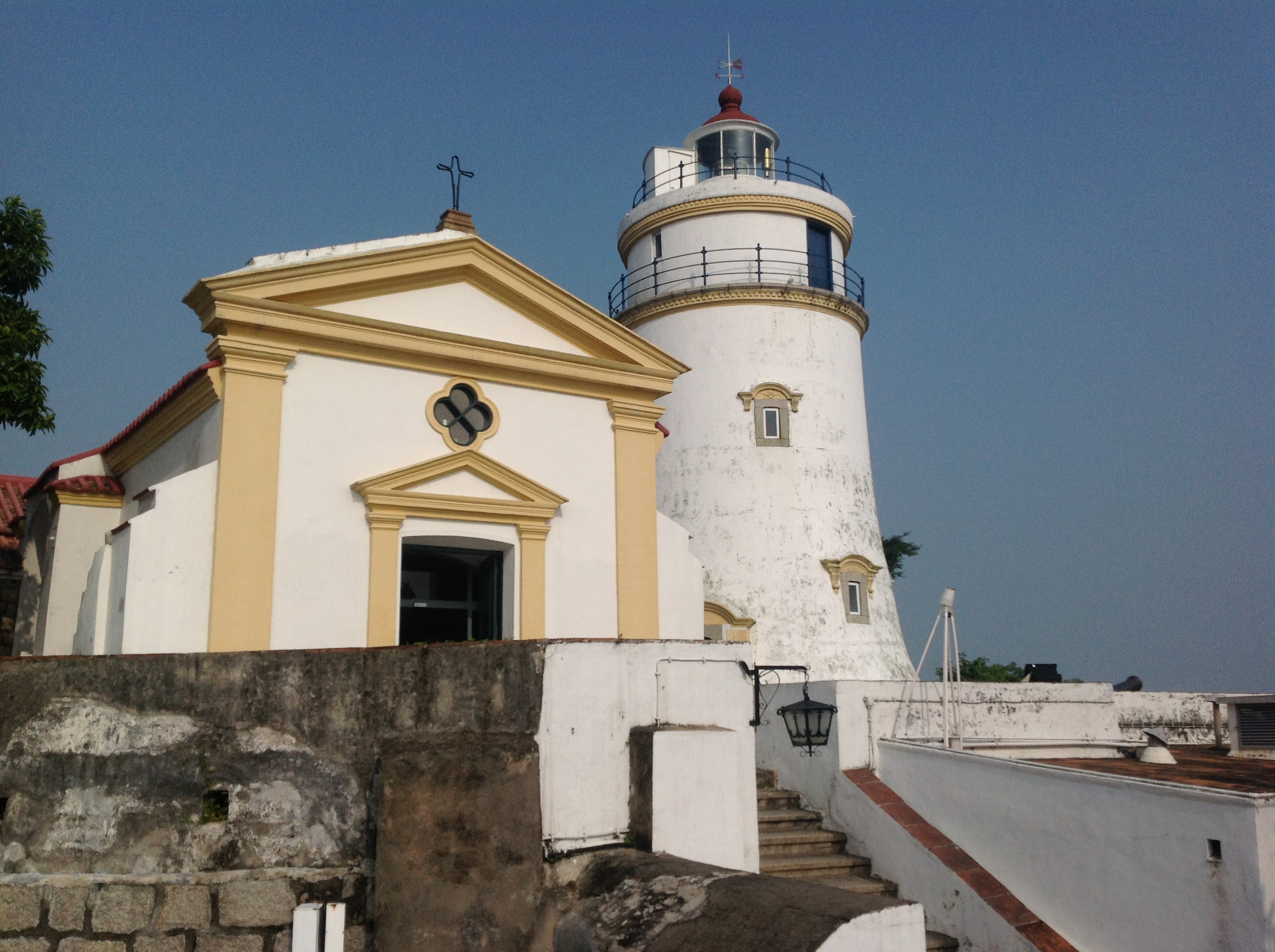
Farol e Capela da Guia, no topo da colina

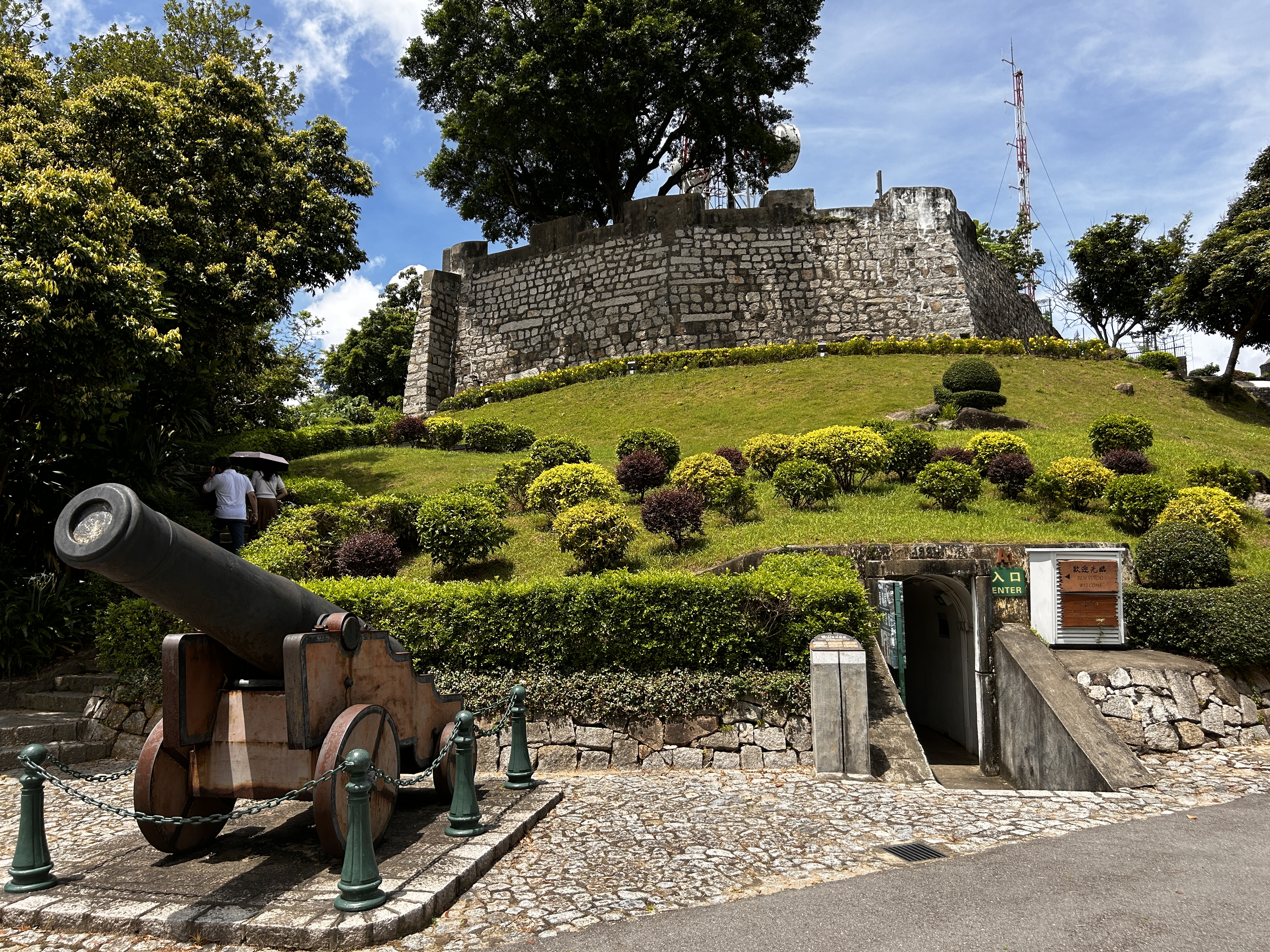
Parque Municipal da Colina da Guia

Durante o século XX, foram acrescentadas infraestruturas de lazer, incluindo o Teleférico da Guia, inaugurado em 1997, que melhorou o acesso ao topo da colina para residentes e turistas. Além disso, nos anos 1930, foram construídas redes de túneis e abrigos subterrâneos sob a colina com fins defensivos, muitos dos quais ainda podem ser visitados atualmente.

## Geografia
A Colina da Guia está situada na parte central da península de Macau, sendo o ponto mais alto da cidade com 93 metros de altitude. A sua localização estratégica permite uma vista ampla sobre o centro urbano, o Porto Exterior, bem como áreas costeiras e vizinhas.
A colina faz parte de uma formação geológica de rochas graníticas e está cercada por áreas verdes protegidas, integrando o Parque Municipal da Colina da Guia. A zona é frequentemente utilizada para lazer e desporto, como caminhada, corrida e ciclismo.
No topo da colina encontram-se três estruturas principais: a Fortaleza da Guia, a Capela de Nossa Senhora da Guia e o Farol da Guia. A colina é também atravessada por trilhos arborizados e conta com acesso por escadas, estrada e o Teleférico da Guia, que liga a base à área superior do parque.